# Ochtyrka
Ochtyrka (ukrajinsky Охтирка; rusky Ахтырка, Achtyrka) je město v Sumské oblasti na Ukrajině. Leží na levém břehu Vorskly u ústí říček Ochtyrka a Husynka, ve středu trojúhelníku tvořeného městy Sumy, Poltava a Charkov. V roce 2022 žilo v Ochtyrce přes 46 tisíc obyvatel. V roce 2022 získalo čestný titul Město-hrdina Ukrajiny.

## Dějiny
Existovalo zde slovanské osídlení už v dobách Kyjevské Rusi. To bylo zničeno kolem roku 1240 Tatary. Na kopci Ochtyr pak založily polské jednotky roku 1641 pevnost na obranu na východní hranice Republiky obou národů. V roce 1895 byl zahájen provoz na železniční trati z Kyrykivky.

### Rodáci
- Michail Petrovič Arcybašev, ruský spisovatel
- Ivan Bahrjanyj, ukrajinský spisovatel

## Sport
Ve městě sídlí fotbalový klub FK Naftovyk-Ukrnafta Ochtyrka.